# یورگن پلاگه من
یورگن پلاگه من (آلمانی: Jürgen Plagemann؛ زادهٔ ۲۸ دسامبر ۱۹۳۶) قایقران روئینگ اهل آلمان بود.
وی در مسابقات کشوری و بین‌المللی در مجموع برندهٔ ۳ مدال طلا، ۱ مدال نقره شده‌است.